# Julio Nakpil
Julio Nakpil (Manilla, 22 mei 1867 - aldaar, 2 november 1960) was een Filipijns componist en revolutionair strijder. Nakpil trouwde tijdens de Filipijnse Revolutie met Gregoria de Jesus. Een van hun kinderen was Juan Nakpil, architect en nationaal kunstenaar van de Filipijnen.

## Biografie
Julio werd geboren in 1867 in de wijk Quiapo in de Filipijnse hoofdstad Manilla. In zijn jeugd volgde hij vioollessen bij Ramon Valdes en pianolessen bij Manuel Mata. Hij maakte naam als pianist en trad regelmatig op voor publiek. In 1888 componeerde hij zijn eerste muziekstuk. Ook was hij actief als pianoleraar. Bij het uitbreken van de Filipijnse Revolutie was hij al actief in La Liga Filipina van José Rizal. Op 2 november 1896 ontvluchtte hij Manilla en meldde zich bij Andres Bonifacio, de leider van de revolutionaire beweging Katipunan. Die liet hem speciale missies uitvoeren. Zo smokkelde hij onder andere enkele tientallen kisten buskruit van een Spaanse arsenaal in Morong naar San Francisco de Malabon in Cavite. Ook werd hij door Bonifacio aangesteld als minister van Nationale Ontwikkeling. Nakpil componeerde op verzoek van Bonifacio een volkslied, genaamd 'Narangal na Dalit ng Katal' en schreef tijdens en na de Revolutie diverse patriottische muziekstukken, zoals 'Pasig Pantaynin' (1897), 'Kabanatuan' (ter ere van generaal Luna) en 'Salve Patria' (1903).
Na de dood van Bonifacio trouwde Nakpil op 10 december 1898 met diens weduwe Gregoria de Jesus. Samen kregen ze acht kinderen, waaronder Juan Nakpil, een architect en nationaal kunstenaar van de Filipijnen. Julio Nakpil stierf thuis in Quiapo op 93-jarige leeftijd.

## Bron
- Carlos Quirino, Who's who in Philippine history, Tahanan Books, Manilla (1995)

- International Standard Name Identifier: 0000 0000 3942 4442
- Library of Congress Control Number: nb99007159
- Virtual International Authority File: 73348660
- WorldCat: E39PBJtmwhXqRjdGx6KYMYXGHC